# Herbert Adams
Pour les articles homonymes, voir Herbert Adams (sculpteur) et Adams.
Herbert Adams, né le 16 avril 1874 à Londres et mort le 24 février 1958, est un auteur britannique de roman policier.

## Biographie
Il tente de s'imposer dans le milieu littéraire en publiant sans succès quelques textes, puis un premier roman intitulé A Virtue of Necessity en 1899. Découragé, il réoriente sa carrière et réussit un examen d'arpenteur-géomètre qui lui permet de trouver un emploi dans une firme immobilière où il travaille pendant une trentaine d'années. 
En 1924, il se décide à écrire un roman policier, The Secret of the Bogey House, où apparaît l'avocat Jimmy Haswell, spécialiste de causes criminelles. La critique et le public sont cette fois au rendez-vous et l'auteur donnera à Haswell une série de dix mystères à résoudre dans neuf romans et une nouvelle.  
En 1933, il démissionne de son poste et décide de se consacrer uniquement à l'écriture. Un peu las de son avocat, il l'abandonne et publie quelques romans policiers sans héros récurrent qui comptent parmi ses mieux réussis, notamment Le Testament de John Brand (1933), La Visite de dix heures (1935) et The Body in the Bunker (1935). En 1936, il crée dans The Old Jew Mystery le détective Roger Bannion qui, tout comme son auteur, se passionne pour le golf. Plusieurs des enquêtes de cette seconde série, composée de whodunits standards, se déroulent d'ailleurs dans des clubs privés où les personnages s'adonnent à ce sport.    
Adams a également publié deux autres romans policiers et quelques nouvelles sous le pseudonyme de Jonathan Gray.

## Œuvre

### Romans

#### SérieJimmy Haswell
- The Secret of Bogey House (1924) Publié en français sous le titre Le Secret de Bogey House, Paris, Librairie des Champs-Élysées, coll. « Le Masque » no 229, 1937
- The Crooked Lip (1926) Publié en français sous le titre La Lèvre tordue, Paris, Librairie des Champs-Élysées, coll. « Le Masque » no 175, 1935
- The Queen's Gate Mystery (1927) Publié en français sous le titre 142 Queen's Gate, Paris, Librairie des Champs-Élysées, coll. « Le Masque » no 25, 1928
- The Empty Bed (1928) Publié en français sous le titre Le Lit vide, Paris, Éditions Excelsior, coll. « Mystère l'X » no 63, 1934
- Rogues Fall Out (1928)
- The Golden Ape (1930) Publié en français sous le titre Le Singe d'or, Paris, Librairie des Champs-Élysées, coll. « Le Masque » no 96, 1931
- The Crime in the Dutch Garden (1931) Publié en français sous le titre Le Jardin hollandais, Paris, Librairie des Champs-Élysées, coll. « Le Masque » no 120, 1932
- The Paulton Plot (1932)
- The Woman in Black (1933)

#### SérieRoger Bannion
- The Old Jew Mystery (1936)
- Death Off the Fairway (1936)
- A Single Hair (1937)
- Black Death (1938)
- The Damned Spot (1938) Publié en français sous le titre Taches de sang, Paris, Librairie des Champs-Élysées, coll. « Le Masque » no 292, 1940
- The Bluff! (1938) Publié en français sous le titre Le Bluff, Paris, Librairie des Champs-Élysées, coll. « Le Masque » no 279, 1939
- The Nineteenth Hole Mystery (1939)
- The Case of the Stolen Bridegroom (1940)
- The Chief Witness (1940)
- Roger Bennion's Double (1941)
- Stab in the Back (1941)
- The Araway Oath (1942)
- Signal for Invasion (1942)
- Victory Song (1943) Publié en français sous le titre Le Chant de la victoire, Paris, Éditions de la Boétie, 1948
- The Scarlet Feather (1943) Publié en français sous le titre La Plume écarlate, Paris, Éditions Ferenczi, coll. « Le Verrou » no 21, 1951
- Four Winds (1944)
- The Writing on the Wall (1945) Publié en français sous le titre Écrit sur le mur, Paris, Éditions de la Boétie, 1948
- Diamonds are Trumps (1947)
- Crime Wave at Little Cornford (1948)
- One to Play (1949)
- The Dean's Daughters (1950)
- The Sleeping Draught (1951)
- The Exit Skeleton (1952)
- The Spectre in Brown (1953)
- Slippery Dick (1954)
- The Judas Kiss (1955)
- Welcome Home (1956)
- Death on the First Tee (1957)
- Death of a Viewer (1958)

#### Autres romans policiers
- By Order of the Five (1925)
- The Sloane Square Mystery (1925) Publié en français sous le titre Le Mystère de Sloane Square, Paris, Éditions de France, coll. « À ne pas lire la nuit » no 63, 1935 Publié en français dans une nouvelle traduction sous le titre Le Thé mortel, Paris, Éditions de France, coll. « À ne pas lire la nuit » no 115, 1938
- Comrade Jill (1926)
- The Perfect Round (1927)
- Caroline Ormsby's Crime (1929)
- Oddways (1930)
- The Golf House Murder ou John Brand's Will (1933) Publié en français sous le titre Le Testament de John Brand, Paris, Éditions Gallimard, coll. « Détective » no 59, 1936
- The Knife ou The Strange Murder of Hatton, K.C. (1933)
- Mystery and Minette (1934)
- Fate Laughs (1935) Publié en français sous le titre La Visite de dix heures, Paris, Nouvelle Revue Critique, coll. « L'Empreinte » no 111, 1937
- The Body in the Bunker (1935)
- A Word of Six Letters ou Murder Without Risk (1936)
- Murder Most Just (1956)

#### Autres romans
- A Virtue of Necessity (1899)
- Queen's Mate (1911)
- A Lady So Innocent (1932)

#### Romans policiers signés Jonathan Gray
- Safety Last (1934)
- The Owl (1937) Publié en français sous le titre Le hibou s'amuse, Paris, Éditions Rombaldi, coll. « Évasion », 1947

### Nouvelles

#### Recueil de nouvelles
- The Perfect Round: Tales of the Links (1927)

#### Nouvelle isolée de la sérieJimmy Haswell
- The Boathouse Mystery (1925)

#### Autres nouvelles isolées
- A Consignment from Yarmouth (1896)
- The Last Chance (1899)
- Love and Golf (1925)
- No. 12a (1926)
- The Murder Game (1932)
- Mishap with Intent (1932)
- Cinder-Ellen (1933)
- Highwayman’s Christmas (1934)

## Sources
- Jacques Baudou et Jean-Jacques Schleret, Le Vrai Visage du Masque, vol. 1, Paris, Futuropolis, 1984, 476 p. (OCLC 311506692), p. 25.
- Claude Mesplède (dir.), Dictionnaire des littératures policières, vol. 1 : A - I, Nantes, Joseph K, coll. « Temps noir », 2007, 1054 p. (ISBN 978-2-910-68644-4, OCLC 315873251), p. 35.